# 제프리 굴드
제프리 굴드(Geoffrey Gould, 1957년 4월 29일 ~ )는 미국의 배우, 텔레비전 배우이다.
브루클린에서 태어났다.

## 출연 작품

### 영화
- 더 프라이드 오브 스트래스무어 (2014년)
- 스프링 브레이크 '83 (2014년)
- 드라운드 (2011년) - 로버트 역
- 버키 라슨: 나도 스타다 (2011년)
- 배리 먼데이 (2010년)
- 비기너스 (2010년) - 아트 뮤지엄 파트론 역
- 이상한 나라의 앨리스 (2010년)
- 스틸 웨이팅... (2009, Still Waiting...)
- 테이블 포 쓰리 (2009년)
- 퍼펙트 게임 (2009년)
- 로어 러닝 (2008년)
- 인새니테리움 (2008년)
- 다크 스트리트 (2008년)
- 미드나잇 미트 트레인 (2008년)
- 루틴 (2007년) - 클리브 역
- 쿵후 프리즌 (2007년)
- 워크 하드: 듀이 콕스 스토리 (2007년)
- 체이싱 3000 (2006년)
- 억셉티드 (2006년)
- 달콤한 백수와 사랑 만들기 (2006년)
- 스틸링 하바드 (2002년)
- 내 차 봤냐? (2000년)
- 일루미나타 (1998년)

### 텔레비전
- 지미 키멜 라이브! (2003년) - 게스트 역